# Erna Rudnički
Erna Rudnički (Bjelovar, 25. lipnja 1988.) je hrvatska kazališna, televizijska i filmska glumica iz Bjelovara.

### Nagrade
- 2015. Nagrada hrvatskog glumišta za najbolju mladu glumicu za uloge u predstavi "Nevjerojatan događaj" autorskog projekta Ivice Boban i glumaca u režiji Ivice Boban i izvedbi Kazališta Knap iz Zagreba.[3][4]
- 2015. Nagrada "Ivo Fici" za najboljeg mladog glumca/glumicu do 28 godina na Festivalu glumca u Vukovaru.[5]
- 2015. Nagrada "Gumbek" za najbolju glumicu na međunarodnom festivalu kabareta "Gumbekovim danima" za uloge u predstavi Ivice Boban "Nevjerojatan događaj"[6]

## Filmografija

### Televizijske uloge
- "Pod sretnom zvijezdom" kao Ana (2011.)
- "Nemoj nikome reći" kao Iris (2015. – 2017.)
- "Kud puklo da puklo" kao Rahela Kurbaša (2016.)
- "Novine" kao Ana Mihovilović (2018.)

### Filmske uloge
- "Mala prasica radi svinjarije" kao prodavačica u antikvarijatu (2013.), kratki film
- "Kosac" kao Erna (2014.)
- "Život je truba" kao kuma (2015.)
- "Posljednji Srbin u Hrvatskoj" kao prodavačica (2019.)
- "Svi protiv svih" kao Meri (2019.)
- "Tragovi" kao Petra (2022.)

### Sinkronizacija
- "Priče iz prašume" kao Nosorog Rina, Merkat Kika, Četveroglavi zmaj (s Markom Jelićem) i ostale sporedne uloge
- "Ever After High" kao Vojvotkinja Swan (2014.)
- "Kronike Matta Hattera" kao Roxie (2015.)
- "Hej Dagi" kao Beti, Panda Žvačka, Pikova mama, TV lik kokoš Frida, Bubamara, Puž, gospođa Sob #1, Smeđi medvjed, Pile u jajetu, Mačka Vida, pauk, gusjenica, medvjedica Bačvica i ostale sporedne uloge (2015.)
- "Teletubbiesi" kao Laa-Laa i razne uloge u igranim segmentima (6. i 7. sezona) (2017. – 2018.)
- "Alvin i vjeverice" kao Eleanor Miller, Učiteljica Smith, Basilova mama, Jamieva mama, Jessica Belle, Gđa. Miller, Vanessa i ostale sporedne uloge (2018.)
- "Inspektor Gadget" kao Detektivka Data [S1EP18], Zlorina Stupica [S1EP24] i Zlobelija [S1EP34] (2019.) - verzija iz 2015.
- "Simon" kao Zečić Simon (2019.)
- "Leonardo" kao Gioconda, plava ptičica, crna ptica, čarobna kuglica navigator i šišmiš (2020.)
- "Kapetan Clark" kao Sunčica (2021.)
- "Pjevajte s nama 2" kao Porsha Crystal (2021.)

## Vanjske poveznice
- Erna Rudnički u internetskoj bazi filmova IMDb-u